# Bandeira de Sarajevo
A Bandeira de Sarajevo é a bandeira da capital bósnia de Sarajevo.
Artigo 2 º do ato oficial da Câmara Municipal  descreve o selo do seguinte modo:
"A parte superior do selo retrata elementos típicos de telhados e, ao mesmo tempo simboliza a serra. A parte do meio é o símbolo da cidade propriamente dita, representada por muralhas e o portão da cidade. A parte inferior representa o vale através do qual o rio da ponte fluxa e onde se situa a cidade.
Artigo 3 º descreve a bandeira:
"A bandeira de Sarajevo é azul claro com o selo de Sarajevo colocada ao centro. A bandeira pode ser fabricada em diversos tamanhos, mas o seu aspecto rácio é sempre 2:1."
inglês